# 邢征
邢征（1978年3月—），男，汉族，英国牛津大学法学硕士，英国伦敦政治经济学院理学硕士，中华人民共和国政治人物。

## 生平
长期在国家开发银行工作，历任国家开发银行国际金融局副处级干部、开罗代表处综合事务部总经理、人事局副局长等职。
2020年10月外放内蒙古自治区，任中共包头市委常委。2021年5月任中共鄂尔多斯市委副书记、政法委书记，是内蒙古自治区12个盟市中时任最年轻的市（盟）委副书记。同年6月兼任中共康巴什区委书记。
2023年5月，任内蒙古自治区科学技术协会党组书记，晋升正厅级。
2023年11月30日，邢征不再擔任内蒙古自治区第十四届人民代表大会代表。

## 逸事

### 视频致辞说唱走红网络
2022年7月，在康巴什·中国网红城市指数发布中心挂牌仪式上，时任中共鄂尔多斯市委副书记邢征在视频致辞中，运用Rap唱道：“哟、哟、哟、哟，各位网友你们大家都好，欢迎来到康巴什，西北之宝，在所有城市当中我们最小，但我们人均点击量高到爆表……”经工作人员提醒后，邢征才拿下作为“潮人”的标志棒球帽和墨镜，开始致辞。视频公开后，邢征被中国网民称为“网红书记”。

### 鄂尔多斯政法系统畅通疫情救助机制
2022年下半年，2019冠状病毒病中国大陆疫情再次升温，部分地区执行严格封控政策导致次生灾害、民生困难以及出行自由受限。2022年11月3日，邢征任职的中共鄂尔多斯市委政法委员会发布通告：针对近期国内个别地区在防疫过程中暴露出的问题，鄂尔多斯市政法系统将汲取教训，始终坚持人民至上、生命至上，坚决统筹做好我市疫情防控和保障人民群众生命健康、合法权益工作，进一步畅通救助机制，增强应急处置能力，切实维护隔离人员生命财产安全。